# Carl Christoph von Owstien
Carl Christoph von Owstien (auch: Owstin) (* 1. Juli 1720 auf Klein Bünzow; † 1791 oder später in Stargard) war preußischer Oberst und Chef des Husarenregiments Nr. 10.

## Herkunft
Seine Eltern waren der schwedische Hauptmann Cuno Wilhelm von Owstin (* 1668; † 2. Februar 1743) und dessen Ehefrau Helena Sophie von Steding († 12. Januar 1746) Tochter des Michel von Steding auf Lentschow und der Sophie Eleonore von Maltzan aus dem Haus Grubenhagen in Mecklenburg. Sein Vater erbte das Gut Klein Bünzow von einem Onkel.

## Leben
Owstien trat 1740 in preußische Dienste, kam in das Infanterieregiment „Münchow“ und nahm am Ersten Schlesischen Krieg teil. Im Februar 1742 wurde er dann Adjutant des Feldmarschalls Kurt Christoph von Schwerin. Im gleichen Jahr wurde er als Premierleutnant in das Husarenregiment „Hoditz“ versetzt. Owstien kämpfte bei Hohenfriedberg und Kesselsdorf. Bei Prag wurde ihm in die Schulter und durch den Arm geschossen.
Im Jahr 1747 wurde er Stabsrittmeister sowie 1750 Rittmeister und Eskadronchef. 1754 erhielt er für seine Leistungen den Orden Pour le Mérite. Im Siebenjährigen Krieg konnte er 1757 bei der Übergabe von Gabel mit fünf Eskadron entkommen, während vier Bataillone in Gefangenschaft gingen. Im gleichen Jahr wurde er Major und 1758 Regimentskommandeur. Nach der preußischen Niederlage bei Landeshut konnte er mit dem Rest des Korps nach Neumark entkommen. 1760 kämpfte er beim Entsatz von Kolberg und bei Reichenbach kommandierte er einen Vorposten mit 400 Kürassieren und 300 Husaren. 1764 wurde er als Kommandeur in das Husarenregiment „Lossow“ versetzt, dessen Chef der bedeutende Daniel Friedrich von Lossow war. 1772 wurde er zum Oberst befördert und 1773 zum Chef des Husarenregiments Nr. 10 ernannt.
1780 erhielt Owstien auf eigenes Ersuchen seinen Abschied mit einer Pension von 600 Talern. Er zog sich zunächst auf sein Gut Karbow, verkaufte es 1791 und zog zu seiner Tochter nach Stargard, wo er verstarb.

## Familie
Owstien heiratete 1763 Dorothea Louise von Averdiek († 1766) aus dem Haus Nisdorf. Aus der Ehe gingen zwei Kinder hervor:
- Eleonore Caroline Dorothea (* 1758) ⚭ 1783 Karl von Calbo(w) (* 1758),[1] Hauptmann
- Friedrich Karl (1764–1764)

1778 heiratete er Sophia von Steding, die Tochter des schwedischen Majors Christoph Adam von Steding. Das Paar wurde aber wieder geschieden. Sie heiratete den späteren Oberst Ferdinand Georg Gottlob von Tümpling.